# James Fitzmaurice Fitzgerald
James Fitzmaurice Fitzgerald fue uno de los miembros de la dinastía geraldina que gobernaba la provincia irlandesa de Munster en el siglo XVI.
Se rebeló contra la autoridad de la corona de la reina Isabel I de Inglaterra en respuesta a la puesta en marcha de la reconquista Tudor de la isla por lo que se le consideró un traidor. Dirigió la primera rebelión de Desmond en 1569, posteriormente pasó un tiempo en exilio en la Europa continental, pero retornó a Irlanda con una fuerza invasora en 1579. 
Al poco de desembarcar murió el 18 de agosto de 1579. Sus rebeliones estaban fuertemente asociadas con la ideología católica contrarreformista. La rebelión, dirigida por Gerald FitzGerald, seguiría cuatro años más. 